# Budy Dolne
Budy Dolne (dawn. Dolne Budy) – część miasta Płocka, położona na południowych obrzeżach miasta. Rozpościera się w okolicach ul. Nizinnej.

## Historia
Do 1954 należały do gminy Łąck w powiecie gostynińskim. W Królestwie Polskim przynależały do guberni warszawskiej, a w okresie międzywojennym do woj. warszawskiego. Tam, 20 października 1933 weszły w skład nowo utworzonej gromady Dolne Budy w granicach gminy Łąck, składającą się z wsi Budki Ciechomskie, Dolne Budy i Krakówka.
Podczas II wojny światowej włączona do III Rzeszy. Po wojnie ponownie w Polsce.
W związku z reorganizacją administracji wiejskiej (zniesienie gmin) jesienią weszły w skład nowo utworzonej gromady Ciechomice w powiecie gostynińskim, a po jej zniesieniu 1 stycznia 1969 – do gromady Łąck. Tam przetrwały do końca 1972 roku, czyli do kolejnej reformy gminnej.
1 stycznia 1973, w związku z kolejną reformą administracyjną (odtworzenie gmin i zniesienie gromad i osiedli) Budy Dolne weszły w skład reaktyowwanej gminy Łąck w powiecie gostynińskim. W latach 1975–1996 miejscowość administracyjnie należała do województwa płockiego. 1 stycznia 1997 Budy Dolne włączono do Płocka.